# J&T Banka Prague Open 2015
Il J&T Banka Prague Open 2015 è stato un torneo di tennis facente parte della categoria International nell'ambito del WTA Tour 2015. È stata la 6ª edizione del torneo giocato su campi in terra rossa. Il torneo si è giocato a Praga in Repubblica Ceca dal 27 aprile al 2 maggio 2015.

## Partecipanti

### Teste di serie
| Nazionalità | Giocatrice         | Ranking* | Testa di serie |
| ----------- | ------------------ | -------- | -------------- |
| Rep. Ceca   | Karolína Plíšková  | 12       | 1              |
| Rep. Ceca   | Lucie Šafářová     | 13       | 2              |
| Rep. Ceca   | Barbora Strýcová   | 23       | 3              |
| Russia      | Svetlana Kuznecova | 24       | 4              |
| Francia     | Alizé Cornet       | 28       | 5              |
| Romania     | Irina-Camelia Begu | 33       | 6              |
| Svizzera    | Belinda Bencic     | 34       | 7              |
| Italia      | Camila Giorgi      | 35       | 8              |

- Ranking al 20 aprile 2015.

### Altre partecipanti
Giocatrici che hanno ricevuto una wild card:
- Denisa Allertová
- Klára Koukalová
- Kristína Schmiedlová

Giocatrici che sono passate dalle qualificazioni:

- Ol'ga Govorcova
- Lucie Hradecká
- Ana Konjuh
- Danka Kovinić

## Vincitrici

### Singolare
Karolína Plíšková ha sconfitto in finale  Lucie Hradecká per 4–6, 7–5, 6–3.
- È il quarto titolo in carriera per la Plíšková, il primo del 2015.

### Doppio
Belinda Bencic /  Kateřina Siniaková hanno sconfitto in finale  Kateryna Bondarenko /  Eva Hrdinová per 6–2, 6–2.